# 모든 형태의 인종차별 철폐에 관한 국제협약

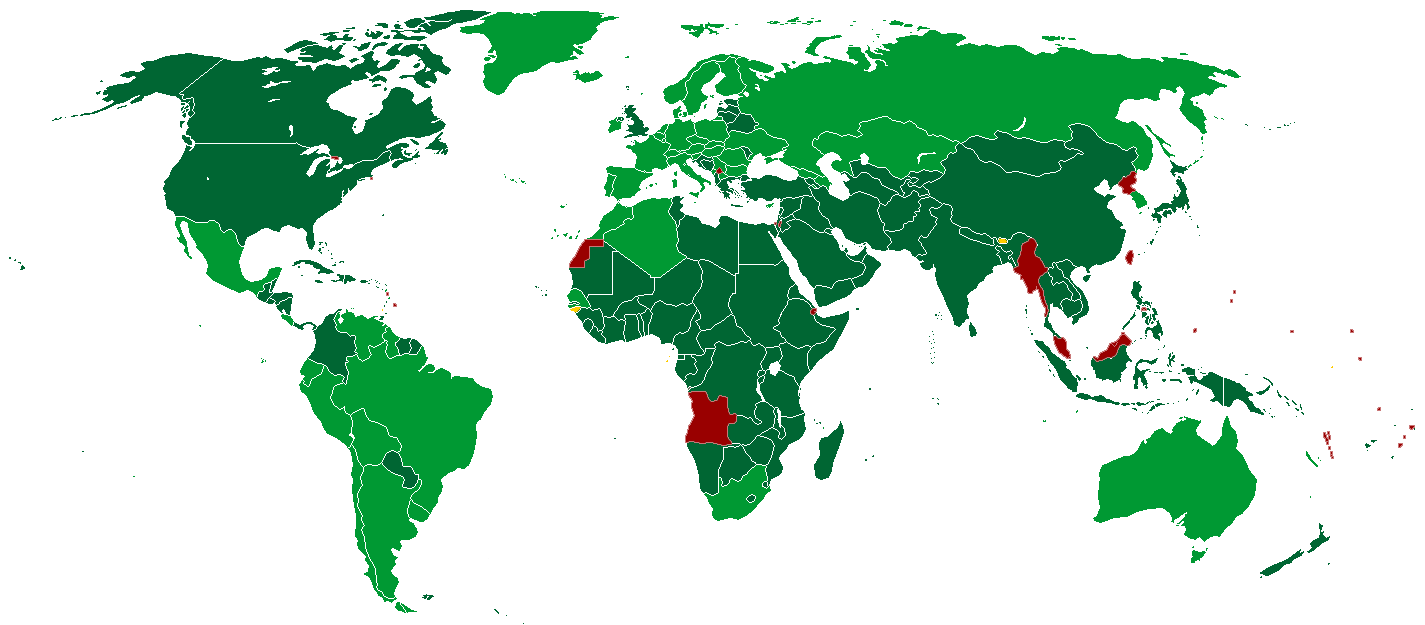

모든 형태의 인종차별 철폐에 관한 국제협약(International Convention on the Elimination of All Forms of Racial Discrimination)은 1965년 12월 21일에 유엔 총회에서 채택되었으며 1969년 1월 4일에 발효된 유엔 협약이다. 거의 만장일치로 채택하였으며, 2007년 3월 현재 173개국이 가입하였고, 한국은 1978년 12월 5일에 가입하였다. 협약에서 말하는 인종차별이란 "인종, 피부색, 가문 또는 민족이나 종족의 기원을 둔 어떠한 구별, 배척, 제한 또는 우선권을 말하며, 이는 정치, 경제, 사회, 문화 또는 기타 어떠한 공공생활의 분야에서든 평등하게 인권과 기본적 자유의 인정, 향유 또는 행사를 무효화시키거나 침해하는 목적 또는 효과를 가지고 있는 경우"를 가리킨다(제1조).

## 인종 차별 철폐 위원회
인종 차별 철폐 위원회(Committee on the Elimination of Racial Discrimination)는 유엔 산하의 인권기구이다. 모든 형태의 인종 차별 철폐에 관한 국제 협약에 의해 창설되었다.

## 같이 보기
- 반인종주의
- 환경 인종차별